# Flugplatz Meadow Lake

i7
i11
i13
Der Flugplatz Meadow Lake (englisch Meadow Lake Airport, ICAO-Code: KFLY, FAA-LID: FLY) ist ein öffentlicher Flugplatz 26 km nördlich des zentralen Stadtbezirks von Colorado Springs im US-Bundesstaat Colorado. Er befindet sich im Besitz der privat geführten Meadow Lake Airport Association Inc.

## Geschichte
Meadow Lake ist der größte unüberwachte Flugplatz im US-Bundesstaat Colorado. Er wurde am 1. November 1967 eröffnet und ist ein Reliever Airport für die allgemeine Luftfahrt der Region Colorado Springs. Auf dem Flugplatzgelände sind mehrere mit der Luftfahrt verbundene Unternehmen angesiedelt, darunter Flugschulen und Anlagen zur Flugzeugwartung. 2010 erhielt der Flugplatz von der US-amerikanischen Luftfahrtaufsichtsbehörde (FAA) eine Genehmigung, eine automatisierte Wetterstation zu installieren. Das System wurde fertiggestellt und am 21. Oktober 2010 von der FAA freigegeben.
Am 14. Januar 2011 wurde der von der FAA zugewiesene Identifizierungscode von 00V zu FLY geändert. Obwohl die meisten US-amerikanischen Flughäfen von der FAA und der IATA den gleichen Code zugewiesen bekommen, ist dies hier nicht der Fall, da der Flugplatz keinen IATA-Code besitzt. Der Code FLY wurde von der IATA an den Flughafen Finley (New South Wales, Australien) vergeben.

## Infrastruktur
Der Flugplatz Meadow Lake liegt in einer Höhe von 2.096 m und erstreckt sich über eine Fläche von 806 ha. Er verfügt über drei Start- und Landebahnen. Die Hauptbahn 15/33 (1.829 × 18 m) verfügt über einen Asphaltoberfläche, zusätzlich existieren die Bahnen 8/26 (648 × 11 m Asphalt/Kies) und 16/34 (1.524 × 60 m Gras).

## Verkehrszahlen
Im Jahr 2018 gab es am Flugplatz 67.500 Flugbewegungen, was einem Durchschnitt von 185 Flugbewegungen pro Tag entspricht. 70 % dieses Aufkommen konnten der allgemeinen Luftfahrt zugeordnet werden, die anderen 30 % der Flüge waren militärischer Natur. In diesem Zeitraum waren 392 Flugzeuge am Flugplatz stationiert, die meisten davon (339) waren einmotorig.

## Zwischenfälle
- Am 7. Dezember 2006 kollidierte eine Piper Archer während eines Landeversuchs auf dem Flugplatz Meadow Lake mit einem Baum. Der Pilot wurde leicht verletzt.[4]

- Am 3. April 2022 kollidierte eine Piper Cherokee (N9119W) bei der Landung auf Piste 15 mit einem Hangar, nachdem ein Windstoß das Flugzeug von der Landebahn gedrängt hatte. Alle drei Insassen kamen verletzt in ein Krankenhaus, das Flugzeug wurde irreparabel beschädigt.[5]